# Щі
Щі (рос. щи, діалектне шти) — заправна перша страва рідка страва з шаткованої капусти та інших овочів, основна класична російська національна перша страва.
Щі разом із кашею символізували традиційну російську трапезу. Існувало безліч рецептів приготування щів: кислі, скоромні, щі з крупою і без крупи, ліниві щі тощо. На півночі та особливо Приураллі були поширені «товсті щі» з ячної крупи з борошняною заправкою.
Повніші за складом щі, називалися — «багаті», інші — «порожні», тому що їх часом варили з однієї капусти та цибулі.
Попри те, що щі вважаються головною російською стравою, російський історик кулінарії Павєл Сюткін зазначає, що «щі — нічиї» і що «російські щі … особливою національною специфікою не володіють».

## Назва
Слово з'явилося в російській мові на початку XVI ст. Первісна форма — «шті». Походить від давньоруського і старослов'янського слова «cъtи» і означало «поживний напій, рідка страва, юшка, вариво, суп, заправлений капустою, щавлем та іншою зеленню». Деякі дослідники зближують «щі» зі словом «щавель» (давньоруське «щавьнъ»). Існує така точка зору, згідно з якою слово «щі» запозичене з данської мови. Данське sky, що означає «юшку, відвар», у свою чергу, запозичене з французького: jus — «сік».
Згідно діалектних записів останніх років у Росії, назва «щі» або «шті» сприймається як синонім загальнонародної «суп», однак вона зустрічається переважно в мові старшого покоління.

## Історія
Щі відомі на Русі із X ст. Щі є основною гарячою стравою російської кухні вже довгий час. Мабуть, прообраз сучасних щів виник не раніше IX століття, тобто коли селянами стала вирощуватися капуста. Страва стійко зберігалася в різні епохи, хоча смаки змінювалися, і ніколи не знала соціальних перепон, її вживали всі верстви російського населення.
На думку історика кулінарії Вільяма Похльобкіна, довголіття щів можна пояснити тим, що щі не набридають при частому вживанні. Щі можна їсти майже щодня протягом усього року.
Про велике значення щів у харчуванні росіян говорить і незліченна кількість прислів'їв і приказок, де згадується страва: «Щи — всьому голова», «Щі да каша — їжа наша», «Це тобі не лаптем щі сьорбати», «Повчи дружину щі варити», «Щі — хоч голову полощи» тощо.
При всіх численних варіаціях усіх регіональних (обласних) різновидів щів завжди зберігався традиційний спосіб їх приготування і пов'язаний з ним смак і аромат. Величезне значення для створення неповторного смаку щів мало те, що вони готувалися, а потім настоювалися в російської печі. Незламний нічим аромат щів — «щаной дух» — завжди стояв в російській хаті.
У XVI столітті щі могли робити з борщівника. У «Словнику російської мови XI–XVII ст.» серед прикладів зустрічаємо «борщові щі»:
Приказка «Щі да каша — їжа наша» має підтвердження в російській пам'ятці літератури XVI в. «Домострой». У виданні «Домострою» під редакцією Яковлєва зі списків XVII століття згадується приготування «щі і розведеного борщу» із борщівника:
На думку деяких авторів, словом «борщ» тут називалася рослина «борщівник», яку автор «Домострою» наполегливо радив розводити на городі.
У другій половині XVIII століття академік Йоганн Георгі писав про щі, як про щоденну їжу росіян:

## Опис страви
Щі — це заправний багатокомпонентний суп. У повний набір продуктів для щі входять наступні компоненти:
- Капуста у свіжому або квашеному вигляді або овочева маса, що її замінює (щавель, кропива, ріпа)
- М'ясо або риба, гриби.
- Коріння (наприклад, морква, петрушка)
- Прянощі (цибуля, селера, часник, кріп, перець, лавровий лист)
- Кисла заправка (капустяний розсіл, сметана, яблука)

Головний овоч і кислота є обов'язковими для будь-яких щів. Кислуватий смак щів є їхньою головною ознакою, але він може створюватися не тільки капустою (хоча найчастіше щі роблять саме з капустою і кислий смак створюється саме нею і її розсолом). Але кислий смак може бути створений, наприклад, щавелем, розвареними Антонівським яблуками, солоними грибами. Нерідко в щах поєднуються різні кислі продукти. До складу щів наразі входять також і картопля, яка загущує суп, але при цьому її можна вилучити після приготування.
Головним принципом приготування щів є закладка продуктів в суп без попередніх процедур приготування, таких як обсмажування або пасерування (виключаючи квашену капусту, яка тушиться окремо). Закладка сирих продуктів до супа є характерним прийомом російської кухні.
М'ясні щі зазвичай готуються на яловичому бульйоні, при цьому м'ясо відварюється частіше цілим шматком. У західних областях Росії також використовується свинина і домашня птиця, але такі щі нехарактерні для традиційної російської кухні. Також в щі може бути додано трохи шинки.
Пісні щі можуть бути грибними або повністю овочевими, відомими як «порожні». Існують і рибні щі, але оскільки для їхнього приготування потрібне певне поєднання певних сортів риби при їх роздільній тепловій обробці (за інших поєднань страва є не настільки смачною), вони поширення не отримали.
У будь-якому варіанті щі відрізняє великий набір прянощів, перш за все пряних трав і в меншій мірі класичних прянощів (тільки чорний перець і лавровий лист). Прянощі в щі вносяться принаймні двічі. Поряд з прянощами в суп можуть бути додані додаткові компоненти, що поліпшують смак у вигляді солоних грибів, мочені яблук тощо.
Для забілки щів використовується сметана або сметана, змішана з вершками. Їдять щі, закушуючи житнім хлібом 

## Різновиди щів 
| Вид             | Особливості |
| --------------- | --- |
| Повні (багаті)  | Найбільш повний варіант щів з використанням квашеної капусти. Характерно використання білих грибів, як сухих, так і свіжих. |
| Збірні          | Бульйон для щів готується з різних видів м'яса і можливо ковбасних виробів. На відміну від звичайного приготування, м'ясо відварюється не великими шматками                                                                               |
| Пісні           | Овочеві щі можливо з додаванням грибів. Існують їх різновиди по головному компоненту (щавель, кропива тощо) |
| Сірі (розсадні) | Головним компонентом супу є молоде капустяне листя, можливо заздалегідь заквашене |
| Рибні           | Використовується поєднання солоної риби осетрових порід і різної річкової риби |
| Зелені щі       | Як правило, щавлеві, як пісні, так і ні. |
| Добові щі       | Особливий вид щів, характерний не особливостями компонентів, а приготуванням, які передбачають укутування ємності з супом після приготування в щось, що дозволяє зберегти тепло протягом 3-4 годин, і потім виставлення на холод на добу. |

## Кислі щі
До початку XX століття під словом щі розуміли не лише суп, а і особливий кислий напій, що міг також використовуватися як соус.
Під стійким словосполученням кислі щі найчастіше розуміється не суп, а напій, різновид квасу.
До кінця XX століття напій «кислі щі» вже був забутий у Росії.

## Борщ та щі

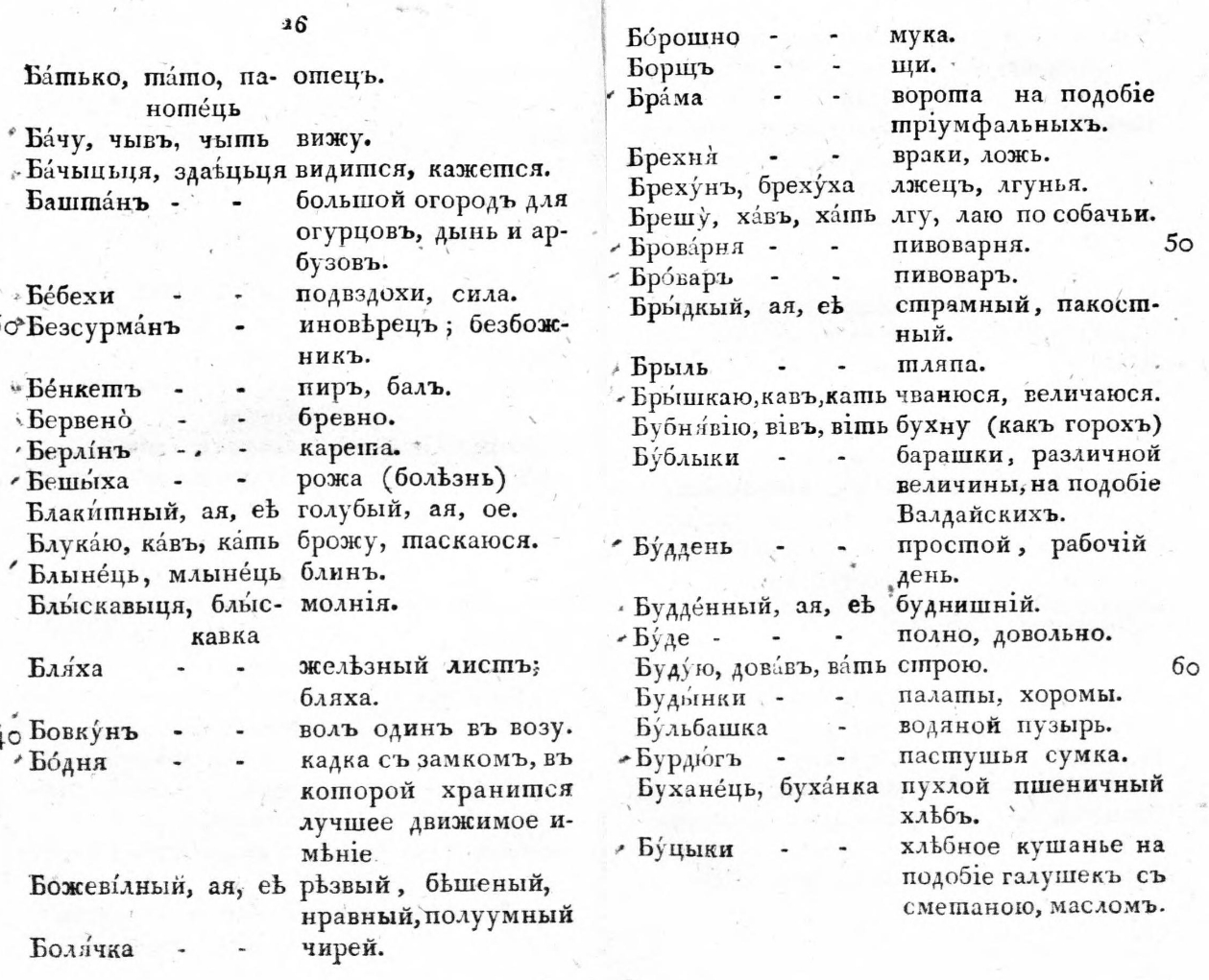
У граматиці Павловського (1818) українське слово «борщ» перекладено російською як «щі»

На думку деяких кулінарів, російські щі стоять найближче до борщу. Зокрема, борщ та щі вважає спорідненими стравами російський історик кулінарії Павло Сюткін. Він зазначає, що інгредієнти обох страв настільки різноманітні, що різниця між ними іноді не відчутна. Наприклад, одну й ту саму страву на півдні Росії називають «зеленим борщем», а на півночі — «зеленими щами». У сучасній Росії щі у деяких місцевостях також називають «білим борщем», а червоний борщ — «червоними щами».
У 1788 році російський історик Іван Болтін писав:
В «Граматиці малоросійського наріччя» Олексія Павловського 1818 року українське слово «борщ» перекладено російською як «щі». У 1842 році Федір Шимкевич, укладач «Корнеслова російської мови», писав, що щам, повсякденній страві в Росії, у Польщі відповідає капусняк, а в Україні — борщ. У 1823 році Іван Войцехович надав таке тлумачення: «Борщ — те саме, що щі», а Микола Закревський у 1861 році надав таке пояснення: «Борщ, звичайна Малоросійська, улюблена страва, рід щів».
Водночас, найпоширеніші різновиди борщу та щів розрізняють за інгредієнтами. Так, у російській книзі «Подарок молодым хозяйкам» (видання 1901 року) йшлося, що всі м'ясні супи варяться приблизно однаково і приймають різні назви в залежності від того, що додають у м'ясний відвар: якщо додають буряк — то це борщ, якщо свіжу чи квашену капусту з борошняною підправкою — то це щі, якщо подають прозорим — то це бульйон тощо.